# Heřmanův Městec (zámek)
Zámek Heřmanův Městec v okrese Chrudim je výrazná pozdně barokní jednopatrová budova, která byla posléze klasicistně přestavěna a v letech 1932–1933 novobarokně dostavěna. Zámek je chráněn jako kulturní památka České republiky.

## Poloha a popis
Zámek se nachází v jihovýchodní části města Heřmanův Městec na Chrudimsku v Pardubickém kraji nedaleko náměstí a kostela svatého Bartoloměje. K zámku přiléhá rozsáhlý a krajinářsky hodnotný anglický park, který přechází v lesopark. Významná část zámeckého parku je chráněná jako přírodní památka Heřmanův Městec. V severozápadním nároží (směrem k městu) budově dominuje výrazná šestiboká novogotická věž. Nad vstupem do budovy se nachází rizalit s trojúhelníkovým štítem rodu Kinských.

## Historie
Původně v těchto místech stávala tvrz (její původní základy se dochovaly dodnes), která byla koncem 16. století přestavěna na renesanční zámek, který zde byl uveden do provozu v roce 1591, v roce 1623 však byla původní
zámecká budova téměř zcela zničena, neboť byla vypálena císařským vojskem. Jan Berka z Dubé pak v roce 1630 nechal zámek opravit a rozšířit, respektive znovu postavit.
Následovali další majitelé – Šporkové a Kinští, kteří zde prováděli barokní, klasicistní a nakonec i novobarokní úpravy.

## 20. století
V roce 1945 byl zámek užíval nejprve nacistický Wehrmacht jako svoji štábní budovu, zdejší zámecký park tehdy posloužil jako
polní letiště. Po osvobození v květnu 1945 objekt obsadila Rudá armáda a po druhé světové válce se zde krátce nacházelo
letní sídlo ministerstva zahraničních věcí ČSR.

## Současnost
Od roku 1952 celý zámecký areál slouží sociálním službám, kdy sem byl umístěn Domov důchodců hlavního města Prahy. Zámek není pro veřejnost přístupný.